# Emma Gillett
Pour les articles homonymes, voir Gillett.
Emma Millinda Gillett (1852–1927) est une avocate américaine et militante des droits des femmes. Après  avoir été refusée par des écoles en raison de son genre, elle est admise à l'Université Howard pour devenir avocate, qui suscitera son engagement pour faciliter l'accès des femmes à l'enseignement supérieur dans le domaine juridique.

## Biographie
Emma Gillett grandit dans le Wisconsin. Après la mort de son père, elle déménage et commence ses études à Girard, en Pennsylvanie. En 1870, elle est diplômée du Lake Erie College (en), institution exclusivement féminine, située à Painesville, dans l'Ohio. Elle enseigne pendant dix ans dans le système scolaire public de Pennsylvanie tout déplorant la faible rémunération destinée aux enseignantes.
Après la mort de sa mère, le règlement de sa succession suscite chez elle un intérêt pour l'étude des droits civiques. Encouragée par Belva Lockwood, première étudiante en droit à l'Université de Washington, Emma Gillett déménage à Washington pour poursuivre des études juridiques. N'ayant pas accès à l'enseignement à la plupart des universités qui refuse d'inscrire les femmes, elle obtient néanmoins une admission à l'Université Howard, surnommée "Black Harvard", car ayant une forte prédominance d'étudiants afro-américains. Elle y obtient une maitrise de droit en 1883.
Le 1er février 1896, Emma Gillett et sa collègue Ellen Spencer Mussey initient une série de conférences accessible aux femmes. Cette date est officiellement reconnue comme la date de création de la fondation du Washington College of Law. La première promotion composée de six femmes tente d'intégrer la faculté de droit du Columbian College pour la dernière année. Face aux refus de l'université, selon le motif que « les femmes n'avaient pas la mentalité du droit », les deux femmes ont décidé de terminer elles-mêmes leurs études et de fonder une faculté de droit mixte. Ainsi, le Washington College of Law est devenu une institution pionnière pour l’accès à l'enseignement juridique pour les femmes. Malgré les pressions sociales subies, Emma Gillett et Ellen Spencer Mussey maintiennent les conférences pendant deux ans pour élargir par la suite leur programme d'études. L'institution devient mixte dès 1897 tandis que l’accès aux personnes de couleur n'a été mis en place qu'en 1950.
Elle devient également la première femme à être nommée notaire par le président des États-Unis.
Après son admission au barreau, elle rejoint un cabinet d'avocats dirigé pat Watson J. Newton, collaboration qui s'est poursuivie jusqu'à la mort de son fondateur en 1913.
Gillett décède le 23 janvier 1927 à Washington à l'âge de 74 ans.